# Niyamiya Barta
Niyamiya Barta is een Assamees-talig dagblad, dat uitkomt in de Indiase deelstaat Assam. De broadsheet verscheen voor het eerst op 4 maart 2011. De krant is eigendom van Arkashish Publications Private Limited, een onderneming van Bobby Talukdar en Mayur Talukdar. De editor is Sankar Lashkar (2013). De krant komt gelijktijdig uit in Guwahati (waar het blad zijn hoofdkantoor heeft) en Dibrugarh.